# 虫垂炎
虫垂炎（ちゅうすいえん、英: appendicitis、略してアッペ）は、虫垂に炎症が起きている状態である。急性症と慢性症に分類される。
- 虫垂炎は旧来盲腸炎（もうちょうえん）あるいは盲腸と呼ばれていた時期があり、これは昔、診断の遅れから、開腹手術をした時には既に虫垂が化膿や壊死を起こして盲腸に貼り付き、あたかも盲腸の疾患のように見えることがあったためである。

## 原因
何らかの原因で虫垂内部で細菌が増殖し炎症を起こした状態である。炎症が進行すると虫垂は壊死を起こして穿孔し、膿汁や腸液が腹腔内へ流れ出して腹膜炎を起こし、敗血症により死に至ることもある。

### 急性症（急性虫垂炎）
原因は様々であり、明らかにならない事も多いが、ウイルス感染や糞石などの異物によってリンパ小節が腫大、バリウム や異物による内腔の閉塞によって生じる血流停滞が細菌の増殖を招き粘膜を傷つけ炎症に繋がる。例えば、蟯虫迷入、植物の種子、魚骨刺入、肺癌虫垂転移、誤飲した乳歯、義歯 などの報告がある。

## 疫学

2004年の100,000人あたりの虫垂炎の障害調整生命年 (DALY)
no data
less than 2.5
2.5-5
5-7.5
7.5-10
10-12.5
12.5-15
15-17.5
17.5-20
20-22.5
22.5-25
25-27.5
more than 27.5

若年者から高齢者まで幅広く発症する。男女差はみられない。が、男女とも10代から20代の発症が他の年齢層より若干多い。理由は未解明であるが、急性虫垂炎の発症数には「夏に多く冬は少ない」とする季節変動があると報告されている。
途上国よりも先進国での発症者が多いとする報告がされているが、調査対象の医療機関のサンプル数が少ないため有意な調査とは言えないとの指摘がある。

## 症状
右下腹部痛がよく知られているが、典型的にはまず心窩部（みぞおち付近）に痛みが出て、時間の経過とともに右下腹部へと移動していくことが多い。その他の主な症状としては、食欲不振、嘔気、発熱などがある。希な合併症として腸腰筋膿瘍。
診断学の世界では、虫垂炎の病態生理は次のように理解されている。まず虫垂に異物などが貯留し、細菌が繁殖することで管腔内圧が上昇し、心窩部の鈍痛という形で関連痛が発生する。さらに腸管粘膜に炎症が起こると、右下腹部の鈍痛という形で内臓痛が発生する。さらに進行すると炎症が管腔の内側から外側、すなわち臓側腹膜に波及する。腸管の動きなどで臓側腹膜が壁側腹膜と接触し、炎症が壁側腹膜に波及すると右下腹部の鋭い痛みとして体性痛が発生する。この頃には、反跳痛（ブルンベルグ徴候）といった腹膜刺激症状が出現する。これは概念上の話であり、炎症が激しくなり組織障害が強くなれば、関連痛、内臓痛、体性痛という順に進行していく。

## 検査

### 問診
- 自動車で搬送中に、減速帯を乗り越える振動で痛みが増強すると、虫垂炎である可能性が高い[12]。

### 身体所見
- 圧痛点
  - マックバーニー点（en:McBurney's point）:感度 50-94%, 特異度 70-86%。
  - ランツ点（Lanz）
  - キュンメル点（Kummel）
  - モンロー点（Munro）
- 腹膜刺激徴候

腹部を圧迫してから急に手を離すと痛みが強くなる症状を反跳痛 (Blumberg's sign)、腹部の筋が緊張して固くなっている状態を筋性防御と呼ぶ。これらは腹膜刺激徴候と呼ばれ、腹膜炎を示唆する。
- Rovsing徴候(en)
- Rosenstein徴候(en) : 左側臥位でMcBurney点を圧迫したときに、仰臥位より痛みが増強すること。
- Obturator sign: 仰臥位で、右下肢と右膝関節をともに90度屈曲させた上で、大腿を内旋させる。内閉鎖筋が虫垂に当たることで疼痛の有無をみる。感度 8%, 特異度 94%[13]。
- Psoas sign: 二通りの方法がある。

1. 仰臥位で、検者が右大腿を手で押さえ、患者に右股関節を屈曲してもらう。
2. 左側臥位で右下肢を伸ばさせ、検者が他動的に右股関節を進展させる。

ともに痛みが増強すれば、腸腰筋が化膿した虫垂に当たっていると診断する。感度 16%, 特異度 95%。
- Heel drop sign: 被験者が立位でつま先立ちをした後、踵を床に勢いをつけて落とす。痛みが出現すれば陽性。感度 93%[15]。

### 血液検査
虫垂炎に特異的な所見はない。炎症反応が指標となる。
- 白血球数は炎症に伴って増加する。
- CRPも同様に上昇する。

### CT

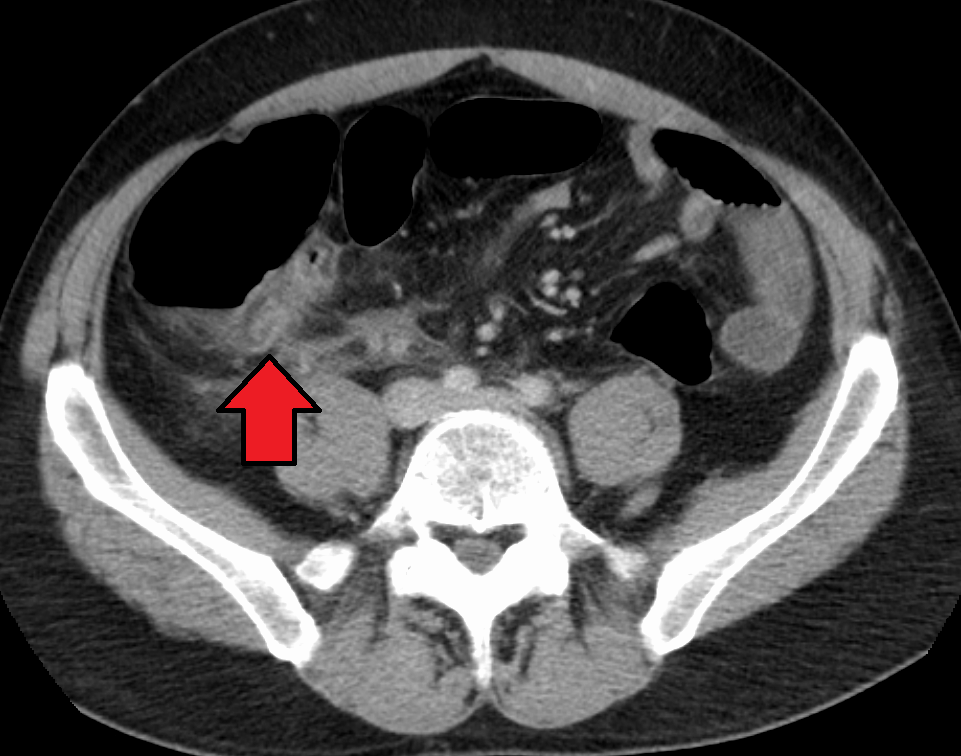
CT画像例

虫垂の腫大や、周囲脂肪組織の濃度上昇がみられ、一般的に多くの病院で診断に用いられている。造影剤を用いる造影CT検査ではより正確であり、感度、特異度ともに98%であり、正診率は高い。

### 超音波検査
比較的解像度の良好な最新の超音波検査機器では虫垂の形態評価に関して極めて有用である。しかし、超音波検査は、虫垂が盲腸の背側に隠れると描出できない、機器の精度・検査技術の技量に大きく左右される、などの理由で正確な診断に至らないこともある。近年、小児の虫垂炎診断においてCTによる検査が減少する一方、エコー検査が増加したが、臨床的な転機に変わりがないことが報告されている。

## 診断
虫垂炎はありふれた疾患であるが、正確な診断は非常に難しい。腹痛を起こす疾患は数限りなくあり、右下腹部痛だけとっても腸炎、大腸憩室症、卵巣炎、卵管炎、さらには単なる便秘なども考えなくてはならない。超音波検査やCTで炎症性に腫大した虫垂が描出されれば診断はほぼ確定するが、すべての症例にみられるわけではない。したがって、虫垂炎の診断はあらゆる情報を総合的に判断した結果“最も可能性の高い疾患”として下されることになる。
乳幼児や老人では病状の割に症状や炎症所見が弱いことが多く、診断や治療が遅れる原因になる。感染に対する生体反応が弱いためと考えられる。
妊婦では子宮に圧迫されて虫垂が本来の位置から移動しており、典型的な症状が出ないことがある。また炎症が限局せず重症化する傾向にある。
| 痛みの中央から右下方への移動             | 1 点  |
| 食欲不振                                 | 1 点  |
| 嘔吐                                     | 1 点  |
| 右下腹部の圧痛                           | 2 点  |
| 反跳痛                                   | 1 点  |
| 発熱                                     | 1 点  |
| 白血球数＞10000 /μL                      | 2 点  |
| 核の左方移動（好中球での桿状核球の増加） | 1 点  |
| 合計                                     | 10 点 |

Alvarado スコア も（頭文字を取りMANTRELS スコアとも呼ばれる）が診断の際によく用いられる。10点満点のうち、6点以上で急性虫垂炎を疑う。7点以上の場合、感度は76.3%、特異度は78.8%という報告がある。
極端に太っている人も診断が困難な傾向にあり、俗に「相撲取りが盲腸になると命取り」などと言われる。これは1938年（昭和13年）12月4日に横綱の玉錦三右エ門が、さらに1971年（昭和46年）10月11日に同じく横綱の玉の海正洋が、それぞれ現役のまま入院先の病院で開腹手術後間もなく死亡するという衝撃的な事件が起きてから、特に有名になっている。玉錦は虫垂炎にかかっていながら病気の可能性を考えず、医者に診せた方がいいと言われても信じず発見が遅れた結果、こじらせて腹膜炎を起こした。化膿箇所の除去手術は受けたものの、医師が指示した療養に本人が全く従わず、術後に腹膜炎がさらに悪化して死に至った。玉の海も虫垂炎を腹膜炎の一歩手前位までこじらせていながら、ずっと薬で痛みを散らし続けていた。除去手術は成功したが、術後約1週間が経った頃に退院を翌日に控えていながら術後肺血栓を併発して急死した。力士は腹部の筋肉や脂肪が厚いことから手術が困難であり、しかも肥満体の患者は術後に血栓症を起こしやすいと言われているが、当時そのことは知られていなかった。皮肉にも玉の海は玉錦の孫弟子(玉錦→玉乃海→玉の海)である。

### 主な鑑別疾患
多彩な疾患の症状として下腹部痛が生じるため多岐に渡る。
- 消化器系
  - 腸炎、大腸憩室炎、便秘、腸閉塞
- 生殖器系
  - 卵巣炎、卵管炎、異所性妊娠、骨盤腹膜炎[19]
- 循環器系
  - 大動脈解離
- 泌尿器系
  - 腎盂腎炎
- 呼吸器系
  - 肺炎
- ほか
  - 子宮内膜症[20]

## 治療
炎症が軽度であれば絶食・輸液管理を行い、セフェム系抗菌薬投与を行うことで回復することも多い。このような治療は俗に「盲腸を散らす」と呼ばれる。
アモキシシリン／クラブラン酸(AMPC/CVA)による非手術的治療を受けた急性単純性虫垂炎患者159人を対象とした最近の研究によると、2年全再発率は13.8%であった。
スウェーデンで行われた別の研究では、成人の虫垂炎に対し、一次治療に抗菌薬を用いた後に虫垂切除術を必要とした虫垂炎累積再発率は、1年、2年、3年、5年後にでそれぞれ9%、12%、12%、13%であった。最終的に8年後の虫垂切除術の未実施率は86%であった。
米国の虫垂炎に対する抗菌薬と虫垂切除術とを比較する無作為化試験では、抗菌薬は虫垂切除術に対して非劣性を示した。しかし抗菌薬群では、その後90日のフォローにて約30%が最終的に虫垂切除術を受けた。
フィンランドで行われた経口抗菌薬(モキシフロキサシン)群と注射薬 エルタペネム＋レボフロキサシン群の比較では、奏効率はそれぞれ 70%, 74% であった。一年以内に虫垂切除術が必要となった割合はともに30％近くであった。
炎症が高度になる場合などは虫垂切除術を勧められるが、その判断基準はケースバイケースである。一般的に虫垂炎は外科学で扱う古典的な疾患であるくらいに手術の方が確実で2時間ほどの施術で早く、しかもほとんど副作用の無い治療法である。よって炎症の度合いと手術のリスクを天秤にかけ、それに患者本人の希望を入れて決定される。
一般的に手術的加療を考慮するポイントは次のとおりである。
- 腹部症状・炎症所見が強い場合：穿孔・膿瘍形成が疑われる場合には原則として手術。
- 糞石がある場合：糞石を取り除かないと症状改善が期待できない。
- 幼児：進行が急速で穿孔しやすく、また重症度の判断が難しいため。
- 妊婦：重症度の判断が難しく、また万が一穿孔した場合に胎児への悪影響が懸念されるため。

## 予後
一般に予後は良好である。しかし腹膜炎を併発すると敗血症に至り、死亡することもある。

## 歴史
検査の歴史的変遷
CTが登場する以前は虫垂炎の診断は非常に困難であった。医師は自らの経験と感覚を頼りに、文字通り手探りの診療を行っていた。強い腹痛で治療が必要な状態はひっくるめて「急性腹症」と呼ばれ、最終的な診断に至らないまま治療を受けざるを得なかったのである。しかし1980年代以降、CTや超音波検査に代表される画像診断が急速に発達し詳細な画像が得られるようになったため、診断精度は大幅に向上した。
治療の歴史的変遷
鶴岡市立荘内病院の筒井省二は、第二次大戦中の最も困難期に地域医療に挺身し、当時まだ切腹として恐れられていた虫垂炎の手術を定着させた。その後は、虫垂炎といえばすぐ手術であった。診断精度が低く重症例が見逃されるおそれがあったため、手術でさっさと白黒つけた方が安全だったのである。2007年時点においても手術が主な治療であることに変わりはないが、診断精度が格段に向上し、また強力な抗菌薬が開発されたことから、手術以外の治療も行われている。1997年には、埼玉医科大学病院小児外科が急性虫垂炎に対する術式ONE-TROCAR法を開発した。